# Sir Isumbras a gázlónál
A Sir Isumbras a gázlónál (eredeti címe A Dream of the Past: Sir Isumbras at the Ford) a brit Sir John Everett Millais festménye, amelyet 1857-ben mutatott be a londoni Királyi Akadémián.
Amikor Millais első alkalommal állította ki a képet, igen vegyes fogadtatást kapott, a kritikusok pedig rengeteg támadást intéztek ellene. Millais pártfogója, John Ruskin egyenesen "katasztrófának" tartotta a festményt. Frederic Sandys "Rémálom" (The Nightmare) című nyomatában szatirizálta a képet, amely magát Millaist ábrázolta a lovag helyett, a gyerekek helyébe pedig preraffaelita kollégái, Dante Gabriel Rossetti és William Holman Hunt kerültek, a ló helyett szamáron ültek, amelyet Ruskin nevének kezdőbetűivel bélyegeztek meg.

## Téma
A kép egy középkori páncélba öltözött lovagot ábrázol, aki két parasztgyereknek segít átkelni a gázlónál. A két gyerek jól meg van rakodva fával, amit téli tüzelőnek gyűjtöttek. Bár a kép címe a hasonló című, 14. századi középkori költeményre utal, abban nem szerepel ilyen jelenet. Azonban Millais egyik barátja, Tom Taylor költő az eredeti költemény stílusában írt egy versszakot, amely a képen ábrázolt jelenetet írta le.
Az eredeti költeményben Sir Isumbras egy arrogáns lovag, akit azonban számos szerencsétlenség ér. A történet részben Jób könyvére, részben Szent Eustachius életén alapul. Millais képe már az öreg, szerény Isumbrast ábrázolja, a költeményben leírt események után. Frederic George Stephens (korabeli műkritikus és Millais barátja) így írta le a képet:
Sir Isumbras a gázlónál a témája a képnek, melyet Millais 1857. évi munkásságát koronázza meg. A kép egy öreg lovagot ábrázol, aranyló páncélzatban, aki már túl van élete legfontosabb eseményein - háborún, győzelmen, zsákmányon, gazdagságon és büszkeségen. Bár megöregedett és a háború megviselte, szemében továbbra is ott csillog az emberi lét dicsősége, és mégis odáig alázta csodálatos büszkeségét, hogy - igazi lovagként - két kis gyermeken segítsen, és átvigye őket a gázlónál lova nyergében, a favágók kis gyermekeit. A harcos arca egyike azoknak a képi győzelmeknek, amelyek sikerüket nem kevesebnek, mint az igazi inspirációnak köszönhetik. A nap éppen lenyugszik a folyó partjánál kezdődő erdő mögött, és dicsőséges dekadenciájában szimbolizálja a harcos lassanként elfogyó életét.
A lovagiasság, a lovagi erények akkoriban kedvelt témát adtak, maga Ruskin és más korabeli irók is tárgyalták a témát. Ide vág a "Good King Wenceslas" című karácsonyi dal, amely szintén ebben az időben (1853-ban) született és a Sir Isumbrashoz hasonlóan egy hatalmas lovagról szól, aki fát gyűjtő parasztokon segített. Millais egy másik forrása Albrecht Dürer rézkarca, A Lovag, a Halál és az Ördög lehetett.
Millais a lovat túlságosan nagynak festette meg a lovaghoz és a gyerekekhez képest, és ezért számos kritikát kapott. A hatalmas fekete lovon szinte lebegnek a színes alakok, mintha valaki kivágta volna azokat és úgy ragasztotta volna be a képbe. A lovon keresztbe ülő, feltűnően színes ruhát viselő lány tűnik a kép középpontjának, míg a lovag előre, a képből kitekint. Egyedül a szomorú arckifejezésű kisfiú tartja fenn a szemkapcsolatot a nézővel.

The Nightmare (Frederic Sandys).

Az előtér és a háttér közötti távolság, az arckifejezések, a ruhák díszítésének aprólékossága a preraffaeliták stílusára volt jellemző. Azonban a hátteret már korántsem dolgozta ki olyan alaposan Millais, mint korábbi képeit és ez már jelzi eltávolodását a preraffaelita stílustól.

## A kép fogadtatása
A kép bemutatása után számos műkritikus támadta Millais: véleményük szerint a ló túlságosan nagy és ronda, a gyerekek arckifejezése pedig eltúlzott volt. Millais korai pártfogója, John Ruskin különösen élesen támadta, amikor kifejtette, hogy Millais milyen alapvető hibát vétett azzal, hogy a kép előterében látható alakokat világosabbnak ábrázolta, mint a háttérben látható dombokat, amelyeket a lemenő nap közvetlenül megvilágít. Ruskin szerint "ez nem csak egy botlás – ez katasztrófa".
A kritikákra válaszul Millais megpróbálta átfesteni a kép egyes részeit, mielőtt továbbküldte egy liverpool-i kiállításra. Az átdolgozott változat már díjat nyert a liverpooli kiállításon. Az 1880-as években Millais újra belenyúlt a képbe, további díszítéseket festett a lószerszámra.

## A kép hatása
Korai fogadtatása ellenére a kép jelentős hatást gyakorolt a korabeli festőkre, hiszen kiállítása után számos hasonló témájú kép született. A politikai karikaturisták is előszeretettel használták fel a gyerekeket vivő lovag képét szatirikus ábrázolásaikban, amikor megpróbálták bemutatni egy adott törvényjavaslat elfogadása érdekében összeálló furcsa politikai szövetségeket.
Az Alice Tükörországban meseregényhez John Tenniel készített illusztrációkat, amelyek közül a Fehér Huszár utal vissza Millais Sir Isumbrasára.

## Fordítás
- Ez a szócikk részben vagy egészben  az   A Dream of the Past: Sir Isumbras at the Ford című angol Wikipédia-szócikk ezen változatának fordításán alapul.  Az eredeti cikk szerkesztőit annak laptörténete sorolja fel. Ez a jelzés csupán a megfogalmazás eredetét és a szerzői jogokat jelzi, nem szolgál a cikkben szereplő információk forrásmegjelöléseként.

## Külső hivatkozások
- First Sketch for A Dream of the Past -- Sir Isumbras at the Ford by Sir John Everett Millais
- The Nightmare by Frederick Sandys. Wood engraving. c.1857
- Charles Reade purchases Millais's A Dream of the Past